# Hauptstraße 50 (Warburg)

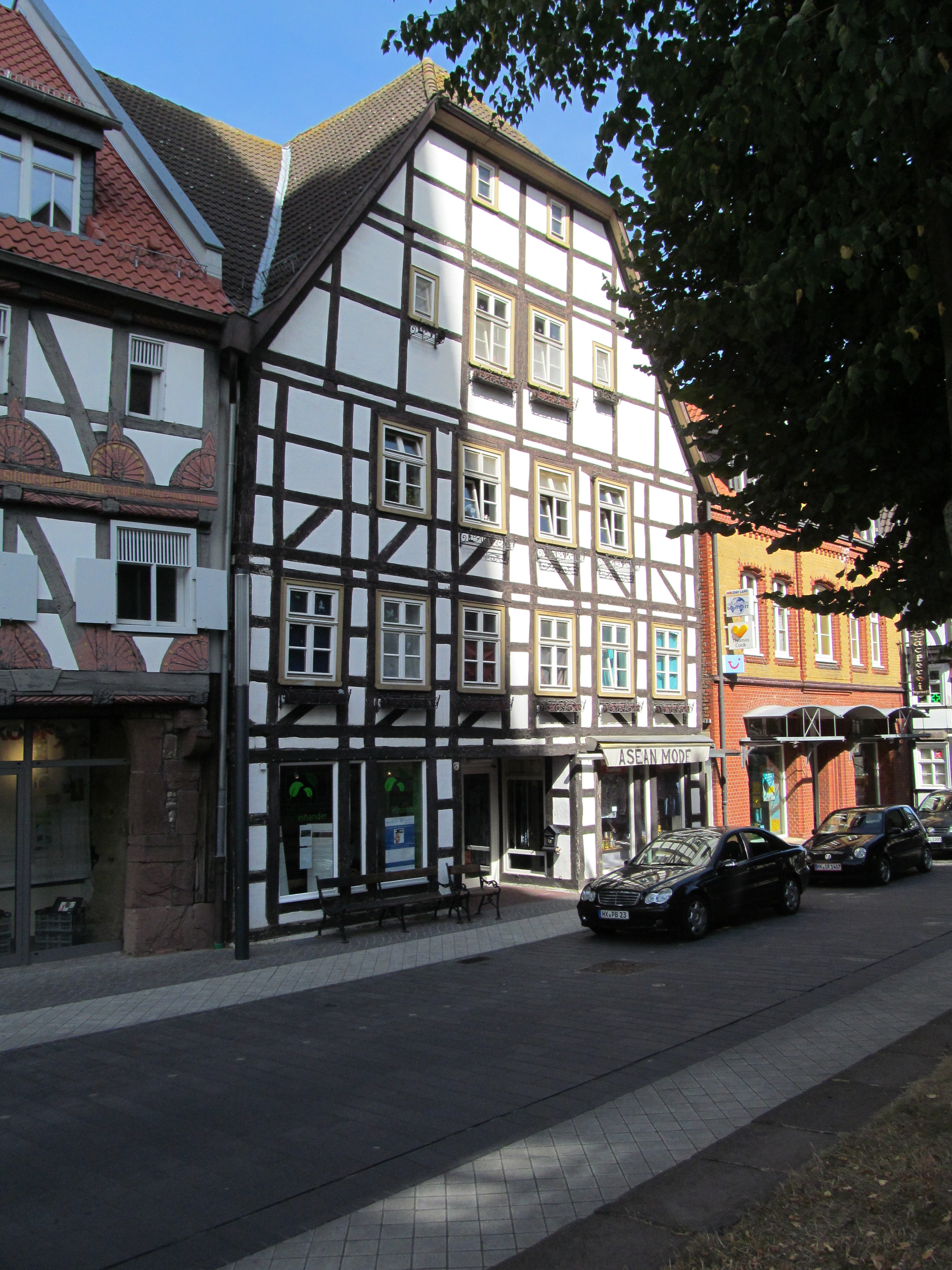
Straßenansicht (2018)

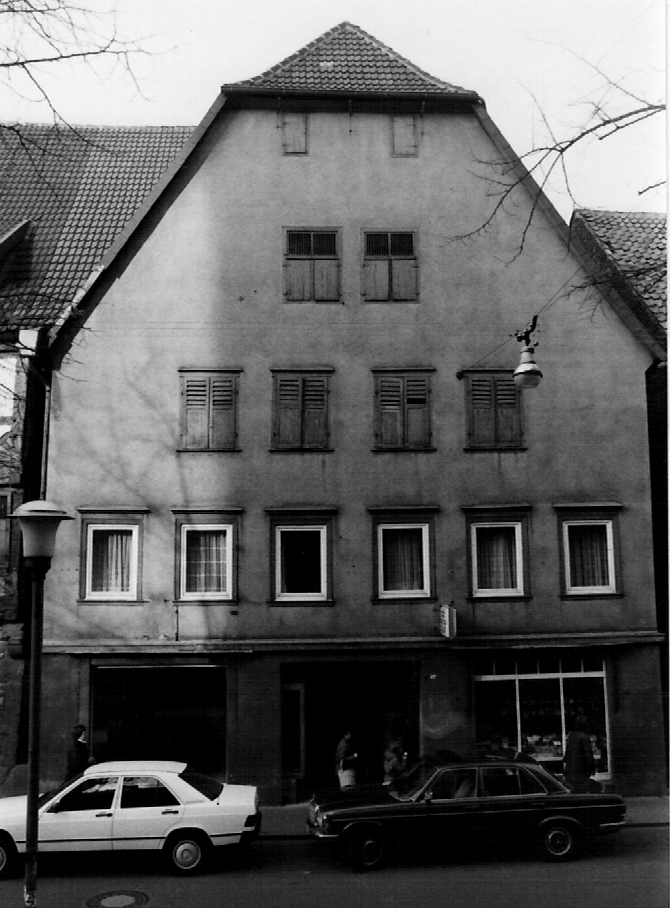
Noch verputzte Fassade (1984)

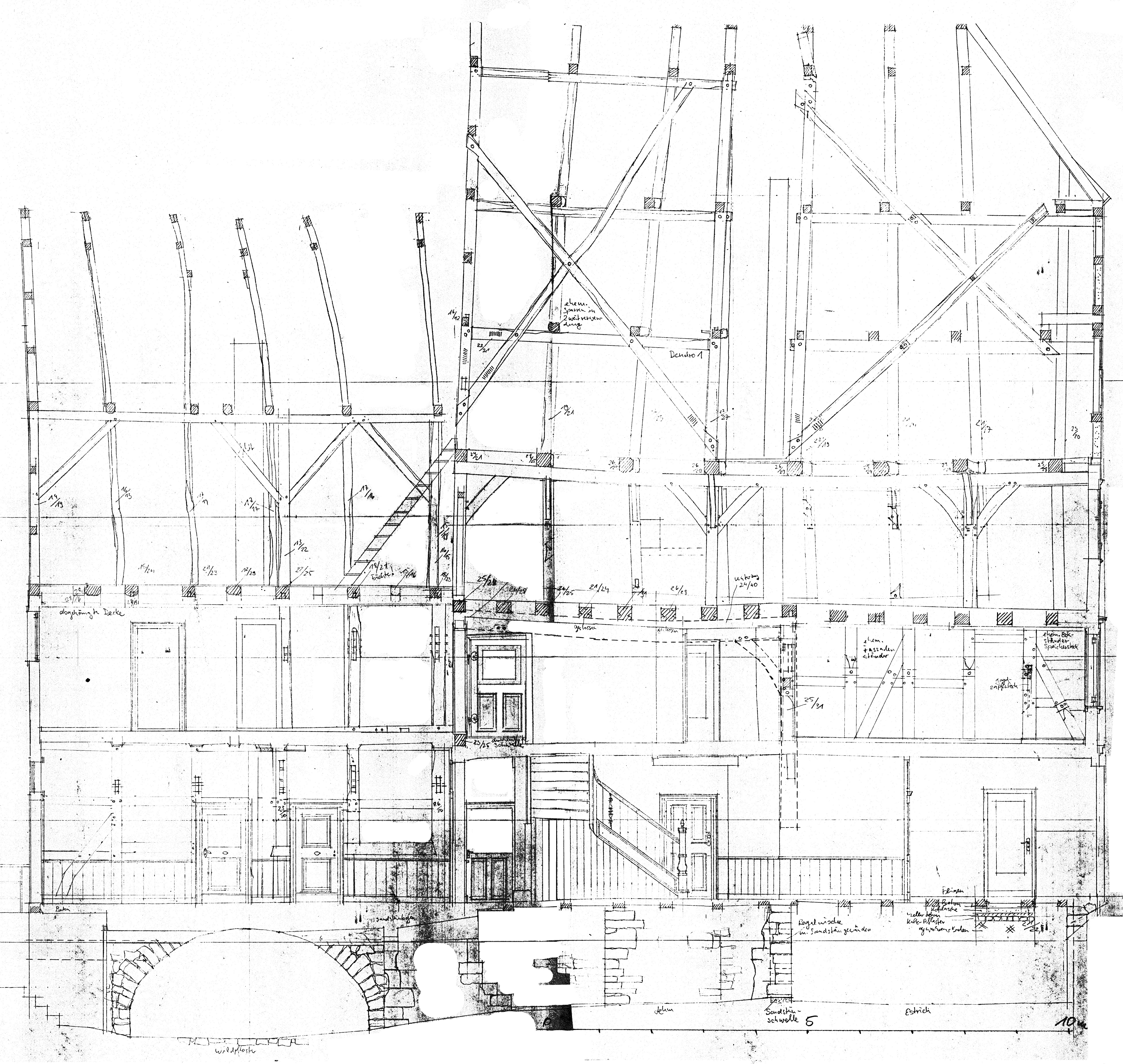
Warburg, Hauptstr. 50 Längsschnitt, ca. 1537

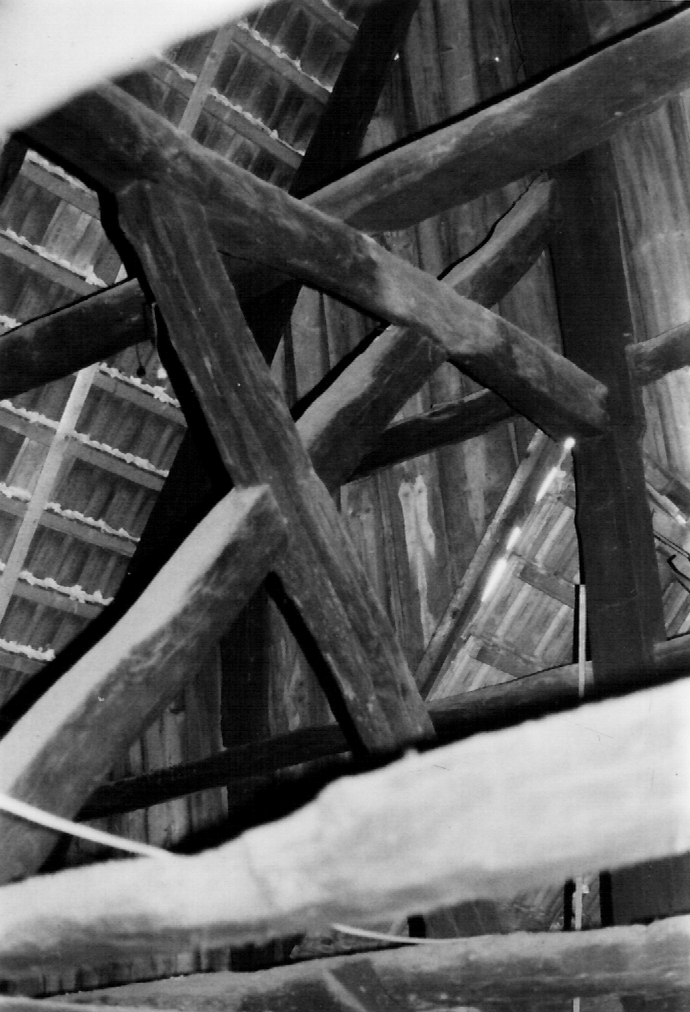
Rückgiebel und Andreaskreuz zwischen Firstsäulen (1984)

Hauptstraße 50 bezeichnet ein Fachwerkhaus in Warburg. Es wurde 1537 errichtet und ist in der Liste der Baudenkmäler in Warburg eingetragen.

## Gebäude
Das giebelständige Fachwerkhaus besteht aus zwei Teilen: einem ca. 11,50 m breiten und 12,50 langem dreigeschossigen Vorderhaus und einem gleich breiten, aber nur ca. 8 langem zweigeschossigen Hinterhaus. Beide haben ein steiles, ziegelgedecktes Satteldach, das an der straßenseitig mit einem offenbar beim Umbau 1809 entstandenen Krüppelwalm abschließt. Die Fachwerkfassaden sind von allen Seiten schlicht und ohne Vorkragungen, wobei die Traufseiten noch die aus der Bauzeit stammenden Ständerstellungen zeigen, während das ebenfalls 1809 erneuerte Giebelfachwerk geschossweise abgezimmert sind und symmetrisch angeordnete Streben in den Brüstungsfeldern aufweisen.

## Geschichte
Es gab einen Vorgängerbau, von dem die nicht zum Bestand des 16. Jahrhunderts passenden Kellerräume erhalten sind. Der hintere Keller weist ein quer zum Dachfirst liegendes Tonnengewölbe auf, das möglicherweise aus dem 15. Jh. stammt. Das nach Norden abfallende Baugrundstück war damals wohl erheblich größer und reichte bis zur Unterstraße.
Das in seinem Volumen noch bestehende Fachwerkhaus wurde nach dendrochronologischer Datierung 1537 errichtet. Es handelte sich um ein typisches Vierständerhaus, von dem sich in Warburg noch einige erhalten haben. In Grundriss und Aufbau ähnelte es dem 1512 erbauten Warburger Arnoldihaus. In der Mitte hatte es eine zwei Geschoss hohe Deele, während sich in den Seitenschiffen rechts und links davon Kammern befanden. Auf der rechten Seite weitete sich die Deele mit einer hohen Lucht bis zur Trauffassade, durch die sie zusätzlich belichtet werden könnte. Die Deckenbalken der Deele wurden hier durch einen kräftigen, 35 cm × 28 cm starken Unterzug (Luchtbalken) unterstützt. Das Haus hatte ursprünglich keinen Kamin, sondern wurde durch ein offenes Feuer beheizt. Über der Halle befand sich ein Speicherstock, der noch bis zum letzten Umbau 1985 erlebbar war und dessen Balkendecke durch vier freistehende, mit vier Kopfbändern zu den Unterzügen und Deckenbalken verstrebte Stuhlsäulen getragen wurde. Der Dachstuhl wurde innen durch zwei Firstsäulen stabilisiert, die mit den Giebelwänden durch zwei große, angeblattete Andreaskreuze verstrebt wurden. Diese Firstsäulen dienten auch als Lager für eine Seilwinde, mit der Lasten von der Deele in die Speicherböden geschafft werden konnten. Die straßenseitige Giebelfassade kragte ursprünglich im Speicherstock und Dachgeschoss mehrfach vor, die Brüstungszone war mit einer Reihe von bogenförmigen Fußstreben verziert.
1809 wurde das Haus umfassen umgebaut. Dabei wurde die zuvor vorkragende Straßenfassade als glatte Fachwerkfassade neu errichtet. Diese wurde ca. 1870 verputzt, und die Fenster wurden mit neuen, in den Etagen je nach Bedeutung verschieden gestalteten Umrahmungen und Verdachungen gestaltet.
1921 heiratete der Landwirt Karl Heidenreich (1884–1959) die aus dem 1911 abgebrannten Fachwerkhaus Hauptstraße 54 stammende Luise Krewet (1889–1974). Er stammte aus einer 1350 erstmals in Salzkotten nachgewiesenen Bauernfamilie, aus der mehrere Zweige seit dem 17. Jahrhundert in Warburg lebten, die mit Erfolg mehrere Höfe, zum Teil mit Schafhaltung, bewirtschafteten und eine Brauerei betrieben. Seine Frau stammte aus dem 1911 abgebrannten Eckhaus Hauptstraße 54, Ecke Hellepfortenstraße. Die Eheleute übernahmen den erhaltenen Resthof Hauptstraße 52 und auch das Haus Hauptstraße 50. Während der Zeit wurden im Erdgeschoss zwei Läden eingebaut. Die ursprüngliche klassizistische Haustür wurde dabei beseitigt und eingelagert. Nach ihrem Tod wurde das Anwesen wieder geteilt: die Hauptstraße 50 erbte ihre Tochter Luzia Heidenreich, verheiratete Kossak, die Häuser Hauptstraße 52 übernahm ihr Sohn Clemens Heidenreich (1924–1996), der den Hof 1946 bis 1961 führte.
1984 erwarb der venetianische Eisdielenbetreiber Terenzio Furlan das Haus Hauptstraße 50. um es durchgreifend als Wohngeschäftshaus umbauen und modernisieren. Zuvor erfolgte eine verformungsgerechtes Aufmaß und eine bauhistorische Untersuchung durch Elmar Nolte, durch die die Bau- und Umbaugeschichte aus der Substanz heraus weitgehend geklärt werden konnte. Auch im ehemaligen Speicher und im Dachgeschoss wurden Wohnungen eingebaut. Die Erschließung aller Obergeschosswohnungen erfolgt seitdem von der einen Meter breiten rechten Traufgasse über ein neues, massives Treppenhaus. Das Fachwerk im Erdgeschoss wurde rekonstruiert und die Fenster einschließlich Bekleidungen wurden erneuert. Die noch auf dem Dachboden gefundenen originalen Türflügel wurden beim neuen Seiteneingang wiederverwendet. Später wurde das Haus weiterverkauft.